# Pattinaggio a rotelle
Il pattinaggio a rotelle è l'impiego di pattini con rotelle o con ruote per muoversi sul terreno, per correre, per eseguire evoluzioni. È praticato a livello sportivo o per hobby, e con l'uso di vari tipi di pattini:
- pattini tradizionali (quad), con disposizione delle quattro rotelle a quadrato. In questo gruppo vi sono sia pattini generici per uso ricreativo sia specifici per pattinaggio artistico, hockey su pista, roller derby, jam skating.
- pattini in linea, ossia con ruote allineate, detti comunemente rollerblade dal nome della prima azienda che li ha resi popolari. In questo gruppo figurano sia pattini generici per uso ricreativo e/o fitness, sia specifici per corsa, freestyle e slalom, pattinaggio artistico in linea, hockey in linea, street hockey, slalom alpino, downhill, aggressive. Gli skiroll, seppur dotati di ruote in linea, sono più affini agli sci da fondo e non vanno considerati veri e propri pattini.
- altri pattini non convenzionali come LandRoller, Cardiff Skates, Skike, Chariot Skates, e altri che per la loro scarsa diffusione rivestono limitato interesse.

Nel seguito sono trattati e sviluppati aspetti del pattinaggio sia relativi all'uso di pattini quad che di pattini in linea, in ragione dell'oggettiva difficoltà nel separare storia, vicissitudini e usi dei due tipi di attrezzi. Un'impostazione simile è stata posta per la voce più generale pattinaggio che tratta in parallelo anche di quello su ghiaccio.

## Specialità
Rispetto ad altri sport il pattinaggio a rotelle in generale (così come quello su ghiaccio) si contraddistingue per l'apparente facilità e fluidità dei movimenti da cui non traspaiono i notevoli requisiti atletici, di coordinazione, di apprendimento e affinamento delle tecniche. Il pattinaggio è inoltre uno sport in evoluzione e conta oggi un ventaglio di specialità o discipline assai diversificate. Quelle riconosciute dalla Federazione Italiana Sport Rotellistici (FISR) sono, nell'ordine di presentazione sul loro sito: pattinaggio corsa, freestyle, pattinaggio artistico, hockey su pista, hockey inline, downhill, roller derby, inline alpine slalom. In realtà queste risultano essere macro-aree con ulteriore distinzione di specialità al loro interno. Ad esempio l'artistico comprende il pattinaggio singolo, su pattini tradizionali e in linea, in cui un solo atleta si cimenta con elementi tecnici quali salti e trottole, il pattinaggio in coppia comprendente analoghi elementi spesso eseguiti in sincronia oltre a sollevamenti della partner e altre figurazioni,  il pattinaggio danza (pure in coppia) con passaggi tipici della danza (senza salti), il solo dance riservato ad un solo atleta che appunto danza da solo (senza salti), i piccoli gruppi altresì detti chorus, il pattinaggio sincronizzato che è esibizione di gruppo all'unisono. L'hockey che si pratica con pattini tradizionali assume la denominazione di hockey su pista per assonanza con l'hockey su ghiaccio e l'hockey su prato. Nell'hockey inline si usano pattini in linea; la sua pratica avviene comunque su pista.

Le discipline con sviluppo e diffusione più recente sono state riconosciute dalle diverse Federazioni, sia italiana che di altri paesi, e da quella internazionale. Per questa ragione nel 2017 la Federazione Italiana Hockey e Pattinaggio (FIHP) ha assunto il nuovo nome di Federazione Italiana Sport Rotellistici (FISR), mentre sempre nel 2017 la Fédération internationale de roller sports (FIRS) si è ribattezzata World Skate.

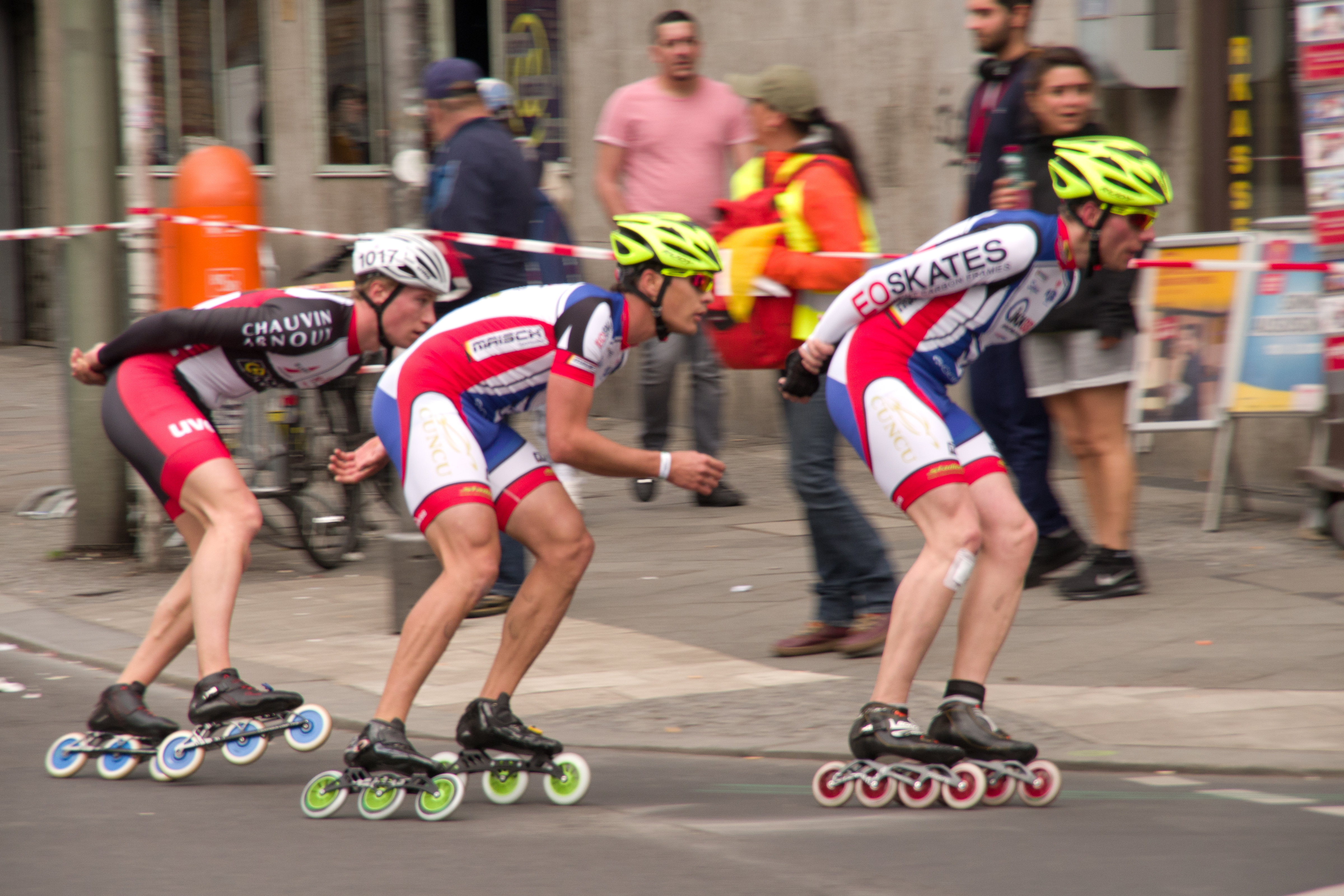
Gara di pattinaggio di velocità

### Pattinaggio corsa
Con pattinaggio corsa si intendono oggi la pratica e le competizioni su strada e su pista effettuate con l'uso di pattini in linea. In passato si distingueva tra:
- Pattinaggio di velocità a rotelle, praticato usando pattini tradizionali, e anch'esso storicamente indicato con pattinaggio corsa. È di fatto la sola specialità riconosciuta sino al 1986 e mantenuta nei campionati mondiali sino al 1991 compreso.
- Pattinaggio di velocità in linea. È entrato nelle competizioni internazionali nel 1987 e dal 1992 è l'unico previsto nei campionati mondiali.

In breve, nella corsa il pattino tradizionale ha ceduto il posto a quello in linea, il solo ad essere attualmente utilizzato. Se non vi è particolare ragione per fare un distinguo tra i due tipi, si dice semplicemente pattinaggio corsa, che è anche la denominazione ufficiale odierna. Le gare,  su strada e su pista, prevedono diverse formule in base a lunghezza del percorso e tipo di prova (individuali, a squadre, a punteggio, a manches di eliminazione).

### Pattinaggio artistico
La Federazione Italiana Sport Rotellistici disciplina le seguenti specialità del pattinaggio artistico a rotelle: singolo (detto anche libero o individuale) maschile e femminile, coppia artistico, coppia danza, pattinaggio artistico in-line maschile e femminile (la prima edizione dei Campionati mondiali si è tenuta nel 2002 a Wuppertal in Germania), solo dance ossia pattinaggio danza individuale maschile e femminile (la prima edizione dei mondiali si è tenuta nel 2007 a Gold Coast in Australia), pattinaggio sincronizzato, pattinaggio spettacolo.

### Altre specialità
Diverse tra le specialità di più recente creazione e riconosciute dalla FISR contemplano anche'esse al loro interno una complessa articolazione di abilità e competizioni. Per approfondimenti su ognuna di queste specialità, già elencate più sopra, si rimanda alle singole voci ad esse dedicate.

## Terminologia
Le nuove discipline tendono a mantenere anche in Italia la denominazione anglofona già consolidatasi. È il caso ad esempio dello skiroll, del freestyle e dell'inline alpine slalom riconosciute da FIHP e da FIRS rispettivamente nel 2007, 2008 e 2010 (lo skiroll, per sua affinità con lo sci di fondo, è poi passato nel 2016 sotto l'egida della FISI). La denominazione delle specialità ha peraltro elementi di ambiguità per la mancanza di una terminologia ufficiale internazionale utilizzata uniformemente nei vari paesi: per gli inglesi roller hockey è sinonimo di hockey a rotelle che in Italia è l'hockey su pista praticato su pattini tradizionali, per i francesi roller hockey è sinonimo del nostro hockey inline praticato su pattini in linea. Ulteriori esempi di appellativi ambigui sono dati nel seguito.
Dove è utile distinguere o rimarcare l'uso dei pattini in linea in italiano si aggiunge inline. Così è per l'inline alpine slalom, che richiama lo slalom dello sci da discesa (in inglese alpine ski) e che si effettua su strada e con l'uso di pattini in linea; nell'hockey inline si usano pattini in linea. Tra le specialità dell'artistico riconosciute vi è il pattinaggio artistico inline così denominato per distinguerlo da quello con pattini tradizionali. La FISR per tutte queste discipline preferisce usare il termine inline e non in linea, in line o in-line. Nel freestyle si usano sì pattini in linea, ma in italiano si è persa l'aggettivazione inline forse perché ritenuta superflua. Invece in altre lingue e nazioni, e anche secondo la federazione internazionale World Skate, viene specificato che trattasi di pattini in linea e/o di slalom. Inoltre la specialità battezzata in Italia col termine freestyle, a connotare l'insieme delle pratiche di pattinaggio in linea eseguite tra una fila di coni messi a terra, ha per così dire usurpato e depredato l'uso dello stesso termine freestyle consolidato nei paesi anglofoni per le performance del programma individuale lungo senza elementi obbligati tipica del pattinaggio artistico a rotelle e su ghiaccio, anche detta in italiano programma libero, rischiando di generare ulteriore confusione tra due pratiche molto diverse, ma nominate allo stesso modo.
Per gli attrezzi si dice pattini tradizionali o classici per quelli con le ruote disposte a quadrato. Nella lingua italiana si sta anche diffondendo il termine inglese quad a indicare i pattini tradizionali, più spesso pronunciato quod dagli stessi italiani; le pronunce originali sono [kwɒd] (EN-UK, inglese britannico) e [kwɑːd] (EN-US, inglese americano).
I pattini in linea vengono anche volgarmente chiamati rollerblade dal nome della prima azienda che li ha resi noti al largo pubblico, oggi spesso contratto in roller nell'uso comune. Questo neologismo ha origine in realtà nella lingua francese, dove questa contrazione è apparsa con largo anticipo rispetto all'italiano, ed è stata poi importata e si è diffusa nella nostra lingua per il tramite di una catena francese di articoli sportivi presente sul nostro territorio, che l'ha involontariamente imposta. In verità il termine roller non è mai stato recepito né utilizzato dalla Federazione Italiana Sport Rotellistici proprio per una questione di collisione terminologica tra il francese comune che lo usa per indicare i pattini in linea e l'inglese dove da sempre roller skates sono i pattini tradizionali con rotelle cilindriche, dove roller significa rullo.

## Storia
L'evoluzione storica degli attrezzi e delle tecniche, comprendendo qui sia il pattinaggio in linea che quello tradizionale, fa emergere sostanziali differenze tra le vicissitudini dei due tipi. I pattini in linea sono stati reinventati e dimenticati numerose volte nel corso del tempo. La loro maturità tecnologica, già raggiunta nel 1960, avrebbe potuto permetterne una maggior diffusione. Di fatto fu il successo riscosso da Rollerblade, attorno al 1982-1985 e oltre, che produsse un'improvvisa impennata di popolarità e vendite di pattini in linea. I pattini tradizionali seguono un percorso storico più lineare e senza contraccolpi, guadagnando ampio consenso sin dal loro esordio (1865-1875) e imponendosi inizialmente come l'unico tipo di pattino adottato dalle federazioni sportive di tutto il mondo per le varie specialità di pattinaggio: velocità, artistico e hockey. Tra il 1991 e il 1994 il settore velocità si converte al pattino in linea. L'hockey continua tuttora ad essere praticato sia nella versione a rotelle che in linea. L'artistico tradizionale resta fortemente ancorato all'attrezzo originario, ma l'artistico in linea è riconosciuto dal 2002 nelle competizioni (nazionali, europee, internazionali) come specialità a sé stante, e dal 2014-2015 registra un costante aumento dei suoi praticanti.
- 1743: Prima apparizione storicamente documentata di pattini a rotelle, in occasione di uno spettacolo al teatro Drury Lane di Londra[16], ma non si sono conservate notizie sul loro inventore.
- 1760: John Joseph Merlin è accreditato come primo inventore di pattini a rotelle in linea[17].
- 1789: Maximiliaan Lodewijk Van Lede, un francese di origini olandesi, realizza pattini in linea con ruote in legno[18].
- 1819: primo brevetto a noi giunto, ad opera del francese Petitbled, di pattini in linea a tre ruote "per eseguire negli appartamenti quel che si può fare sul ghiaccio"[19][20][21].
- 1823: i pattini in linea dell'inglese John Tyers, brevetto del 22 aprile 1823, cercano di migliorare manovrabilità e capacità di arresto[22].
- 1824: a Parigi il ballerino Dumas è il primo a esibirsi su pattini a rotelle in uno spettacolo di pantomima[23][24]. Il successo di pubblico gli guadagna una scrittura al Théâtre de la Porte St. Martin[25] dove continuerà ad esibirsi. L'attrazione di spettacoli con pattini esplode da lì a poco e durerà molti anni.
- 1828: il brevetto di pattino in linea a tre ruote di Jean Garcin dà sostegno alla caviglia[26] e, secondo l'inventore, permette evoluzioni e figure tipiche del ghiaccio. Di fatto gli attrezzi di Garcin, Tyers e Petitbled hanno diverse similitudini. Non mancano diatribe e azioni legali tra i tre inventori[27].
- 1837: John Spence di Edimburgo, eclettico studioso e meccanico-inventore, costruisce pattini con piccole ruote. La cronaca ne segnala la velocità e la facilità d'uso[28].
- 1840: il balletto Liebeshändel, musica di Hermann Schmidt coreografia di Paolo Taglioni, evoca l'incanto del pattinaggio su ghiaccio con pattini in linea opportunamente mascherati[29]. Il successo guadagna a Taglioni tournée in Germania, a Parigi e a Londra dove bisserà nel 1849 il finto ghiaccio in Les Plaisirs de l'hiver, ou, Les Patineurs[30] su musica di Cesare Pugni.
- 1848: Le cameriere della birreria-concerto Corso-Halle, a Fischerbrücke 21 Berlino, servono ai tavoli su pattini, apparentemente con tre ruote in linea[31][32].
- 1849: messa in scena dell'opera lirica Le Prophéte di Giacomo Meyerbeer. Nel terzo atto un balletto su pattini a rotelle simula la presenza di un lago ghiacciato[33]. Louis Legrange realizzò i pattini (sia con ruote in linea che "a quadrato") e addestrò il corpo di ballo al loro uso[34]. Altri intermezzi di pattinaggio-danza furoreggiano in spettacoli teatrali a Londra: Mrs. Bunbury's Spoons ― teatro Adelphi, musica di Pugni, prima il 15 ottobre 1849 ― è subito recensito sul Times per le danze "condotte egregiamente su pattini con piccole ruote".
- 1852: Joseph Gidman, inglese, deposita un brevetto per pattini a rotelle dotati di cuscinetti a sfera.
- 1857: a Londra vengono aperte piste di pattinaggio al Floral Hall del Covent Garden e allo Strand.
- 1860: l'americano Schaler brevetta un pattino in linea con ruote rivestite in gomma: silenziose, non scivolose, e quindi più sicure di quelle in metallo o legno sino ad allora utilizzate[26].
- 1863: l'americano James Leonard Plimpton deposita il primo brevetto per il suo pattino a rotelle "tradizionale" con ruote sterzanti affiancate, due anteriori e due posteriori[35]. Negli anni successivi altri suoi brevetti porteranno i pattini tradizionali ad avvicinarsi alla loro forma e tecnologia definitiva.
- 1866: la sala da pranzo dell'Atlantic Hotel di Newport (Rhode Island, Stati Uniti) viene convertita in pista pubblica di pattinaggio a rotelle, la prima in assoluto negli States[36].
- 1867: con l'Esposizione universale di Parigi i pattini a rotelle sbarcano in Europa e diventano popolari, dapprima come gioco per bambini[37]; passeranno diversi anni prima che diventino passatempo per adulti e sport vero e proprio.
- 1868: il bici-pattino (in francese patin-cycle o anche paticycle, in inglese pedespeed e unicycle-skate) è un pattino con ruote piuttosto grandi di tipo ciclistico - spesso con mozzo, raggi, cerchione e copertone - che assorbono le asperità del terreno. I Ritter Skates a due ruote, posteriori di trent'anni, usano questa tecnologia. È singolare che il primo inventore, il francese Charles Hauvel[38], e altri dopo di lui[39][40][41][42][43] abbiano brevettato e realizzato pattini con un'unica grande ruota il che doveva richiedere abilità solo per reggersi in piedi. I modelli a due ruote avranno una discreta diffusione.
- 1870-1895: negli Stati Uniti il pattinaggio diventa popolare come attività di svago alla moda; si moltiplicano le piste coperte aperte al pubblico[44]. La pletora di modelli diversi e brevetti di pattini statunitensi[45], particolarmente negli anni 1869-1877, dà una misura di questo successo.
- 1875: apertura della prima pista di pattinaggio francese, a Boulogne-sur-Mer
- 1876: il freno a tampone anteriore entra in uso nei pattini a rotelle tradizionali. Viene tuttora collocato anteriormente sui pattini da artistico tradizionali e artistico in linea. I pattini in linea ad uso ricreativo adottano un freno posteriore.
- 1876: William Brown di Birmingham, Inghilterra, brevetta per le ruote dei pattini un sistema a corona di sfere (con funzione simile ad un cuscinetto a sfere) che riduce l'attrito. L'invenzione è ereditata dalla collaborazione con Joseph Henry Hughes, che brevettò un sistema simile per le biciclette.
- 1876: a Parigi viene aperto lo Skating Palais con due piste indipendenti: una principale di 20000 m2 per adulti e l'altra per i bambini.
- 1877: a Bruxelles, Belgio, apre il "Patinoire Royale", pista pubblica coperta di pattinaggio[46][47].
- 1877: a Milano un salone del Bagno di Diana a porta Venezia è adibito a pista di pattinaggio a rotelle aperta al pubblico[48]. La struttura balneare, inaugurata nel 1842, ospita una grande piscina che in inverno diventa pista di pattinaggio su ghiaccio[49]. La pista a rotelle può contare così sul bacino di utenti già avvezzo alla pratica su ghiaccio.
- 1884-1899: Levant Marvin Richardson apporta due importanti migliorie da lui coperte da brevetti[50][51]: i cuscinetti a sfere inseriti nelle ruote che le rendono più scorrevoli, e gli sterzi con gommini ammortizzatori (come quelli dei pattini a rotelle attuali, e assai simili ai truck degli skateboard) che permettono un controllo più preciso delle traiettorie.
- 1901: primo video (comico) conservatosi in cui si vedono in azione pattini a rotelle tradizionali[52].
- 1908: cortometraggio cinematografico ambientato in Francia[53].
- 1911: primo campionato italiano di pattinaggio di velocità[54][55]
- 1912: primo campionato italiano di pattinaggio artistico[56] a Milano.
- 1918: Harry Paulsen (figlio di Axel Paulsen, noto per l'omonimo salto artistico "Axel") brevetta[57] un pattino in linea con molte piccole ruote cui replicare al meglio la resa di un pattino da ghiaccio; è presentato come novità sulla rivista Popular Science[58].
- 1922: la Federazione Italiana Pattinaggio a Rotelle viene fondata a Milano[59].
- 1924: viene costituita la Fédération Internationale de Roller Sports[59], che oggi è World Skate
- 1926: primo campionato europeo di pattinaggio artistico.
- 1926: i pattini in linea Skorka permettono le evoluzioni tipiche del pattinaggio su ghiaccio[60].
- 1923-1929: gara annuale di velocità su paticycle[61] (pattini monoruota) sul percorso Parigi-Versailles. Rivaleggiano e a volte vincono[62][63] (ma non sempre[64]) contro i pattini tradizionali.
- 1933-1938: primi video che mostrano pattini in linea in azione a Berlino[65][66] e a Vienna[67].
- 1935-1940: L'impresario sportivo Leo Seltzer di Chicago, alla ricerca di una nuova formula di competizione che attiri un vasto pubblico, crea la specialità Roller derby. In pochi anni i match coprono cinquanta città statunitensi attirando milioni di spettatori.
- 1936: primo Campionato mondiale di hockey su rotelle a Stoccarda[59].
- 1936: primo Campionato italiano di pattinaggio artistico a Monza[56].
- 1937: fugace ricomparsa nell'alta società di Vienna di pattini monoruota, ripresi presso il castello di Schönbrunn[68][69].
- 1937: primo Campionato mondiale di pattinaggio corsa a Monza[59].
- 1938-1948: lo statunitense Christian Siffert brevetta[70] un pattino in linea a tre ruote di semplice realizzazione, economico e robusto. Sarà chiamato Best Ever Built Skate[71], prodotto nel 1940-41 dall'omonima azienda di Chicago, e nel dopoguerra dal Afco Product col nome di Jet Skate[72][73].
- 1939: pattini in linea vengono usati per esibizioni di velocità[74].
- 1947: primo campionato mondiale di pattinaggio artistico a Washington
- 1950: pattino in linea a tre ruote dell'azienda tedesca Carl Schmidt Sohn di Solingen, Westfalia; è presentato su riviste statunitensi[75].
- 1953: Rocket Skates[76], pattini in linea a due ruote dell'azienda omonima californiana, i primi con ruote interamente in gomma sintetica (isoprene) silenziose e non scivolose.
- 1953: primo campionato mondiale di pattinaggio corsa femminile.
- 1958: un'azienda tedesca realizza pattini in linea con due ruote di gomma per pattinaggio artistico[77].
- 1958-1962: pattini in linea EUBA brevettati[78], modelli Silberpfeil[79][80][81] e Swingo[82] con ruote in gomma, prodotti in serie in Germania, adatti per pattinaggio artistico e hockey.
- 1963: pattini in linea compaiono volutamente come surrogato dei pattini da ghiaccio in un film-commedia sovietico[83][84].
- 1964: Gordon K. Ware inventa un pattino in linea con telaio a barre metalliche perforate sovrapposte, simili[85] a quelle del Meccano. Sfalsando di uno o più fori le barre la lunghezza del telaio si adatta ad ogni lunghezza di scarpa. Il brevetto[86] detenuto dalla Chicago Roller Skate Company verrà acquisito da Scott Olson che lo userà sui primi Rollerblade.
- 1967: la fiaba dei fratelli Grimm "le dodici principesse danzanti" (nota anche come "le scarpe logorate dal ballo") è resa in un film-TV della Germania Est nel quale dei pattini in linea simulano quelli da ghiaccio[87].
- 1967: Yoshisada Horiuchi è l'ideatore di pattini in linea simili a quelli odierni. Saranno prodotti dalla Japan New Roller Skate Company e utilizzati per l'allenamento estivo degli atleti giapponesi in preparazione ai giochi olimpici invernali di Sapporo[88][89].
- 1969: pattini in linea skeelers ricreativi, brevettati e prodotti in massa in Inghilterra[90][91].
- 1975: lo statunitense Frank Nasworthy utilizza per primo il poliuretano per le ruote degli skateboard, con vantaggi di silenziosità, durata, aderenza al fondo, smorzamento delle vibrazioni, economia. Questa innovazione gioca un ruolo chiave per un ritorno di successo sia delle tavole nel 1975 (anno in cui Nasworty venderà 300.000 treni di ruote) che dei pattini a rotelle nel 1979, per la loro migliorata resa in spazi all'aperto e come mezzo di locomozione universale[92][93].
- 1979: pattini in linea triskate brevettati dall'inglese Lionel Murry e prodotti in massa in Inghilterra[94].
- 1979: i pattini a rotelle furoreggiano in California e la moda si propaga a macchia d'olio[95][96][97]. In quest'anno escono i libri[98] e film focalizzati sul pattinaggio; tra questi ultimi Skatetown e Roller Boogie. Nel Nord America migliaia di piste di pattinaggio tradizionali si convertono alla formula "discoteca sui pattini"[99].
- 1979: Scott Olson, originario di Minneapolis (Minnesota) e giocatore di hockey su ghiaccio nella Junior League canadese, scopre dal fratello Brennan l'esistenza dei pattini in linea Super Street Skates[100], in commercio dal 1974. Eccitato dalla possibilità di allenamento senza ghiaccio, per sé stesso e per altri hockeisti, acquisisce i diritti di distribuzione e perfeziona il prodotto. Infruttuose trattative con l'azienda perché recepisca i suoi suggerimenti lo portano a suggellare accordo con un altro detentore di brevetto sui pattini in linea – la Chicago Roller Skate Company – così da avviare una propria linea di produzione di pattini. L'azienda di Olson, inizialmente battezzata Ole's Innovative Sports e poi North American Training Corporation, prenderà il nome di Rollerblade Inc. nel 1981[101][102][103][104].
- 1992: l'hockey a rotelle è per la prima volta incluso come sport dimostrativo nei giochi olimpici di Barcellona. In Germania si tiene il primo campionato mondiale di hockey a rotelle femminile.
- 1992: alcune competizioni dei campionati mondiali di corsa vengono aperte ai pattini in linea: sino all'anno prima erano ammessi solo i pattini tradizionali. Dal 1994 tutte le gare diventano "open" producendo una rapida e completa conversione degli atleti al nuovo attrezzo.
- 1993-1995: il fenomeno Rollerblade sbarca in Europa e conquista presto un vasto pubblico grazie anche ad azioni di marketing già collaudate negli States. Rollerblade (che è un marchio registrato) diventa sinonimo di pattino in linea in generale, com'è avvenuto in passato per altri marchi oggi usati ad indicare categorie generiche di prodotti come aspirina, linoleum, thermos, freesbe, velcro, post-it, ecc. Sorgono nuovi stili di pattinaggio: fitness, freestyle, aggressive,... L'offerta di mercato si specializza a sua volta.
- 1993-1995: altre marche entrano sul mercato con modelli concorrenti. Il pattinaggio in linea supera in popolarità quello tradizionale.
- 1994: l'azienda K2 introduce i primi pattini con scarpette morbide. In precedenza si usavano scarpe di plastica rigida con chiusure dapprima a lacci e poi a leve, simili agli scarponi da sci. Con scarpa morbida la stabilità e controllo non sono ottimali, ma il maggior comfort dà ulteriore impulso al pattinaggio come attività di fitness. Dai primi anni 2000 l'uso della scarpa rigida si restringe a discipline specifiche, come l'aggressive o il freestyle.
- 1995: primo campionato mondiale di hockey in linea a Chicago.
- 2007: la FIRS dà riconoscimento internazionale alle nuove specialità di slalom e freestyle in linea.
- 2011: l'Inline Alpine e il Roller-Derby entrano tra le discipline internazionali.

## Attrezzatura
I pattini a rotelle tradizionali sono l'evoluzione di quelli ideati dallo statunitense James Leonard Plimpton nel 1863.
L'elemento distintivo è dato dai due sterzi che agiscono sulle ruote anteriori e posteriori per effetto dello spostamento del peso corporeo sulla parte interna o esterna del piede. In tal modo i pattini danno equilibrio e possono percorrere traiettorie curve.
Nella loro forma odierna – quella del 1946 dello statunitense Charles W. Snyder – ogni coppia di ruote è ancorata alla base del pattino in due punti : un piattello stretto tra due gommini, e un fulcro di rotazione dato da una piccola estremità sferica che può muoversi entro una cavità. L'inclinazione laterale del piede produce sia una deformazione dei gommini – che contrastano e modulano quest'azione – sia il movimento di sterzo delle ruote dovuto all'asse virtuale sterzante che viene a trovarsi inclinato. La tecnologia è la stessa in uso in gran parte degli skateboard. Il pattino comprende anche la scarpa e un puntale di gomma posto tra le due ruote anteriori, con funzione analoga alla seghettatura dei pattini da ghiaccio. Ciascuna delle rotelle cilindriche ha due sedi dove sono inseriti cuscinetti a sfere, per farle girare con minimo attrito.
I modelli ricreativi mostrano spesso economie che pregiudicano una buona resa: scarpe con scarsa tenuta del piede, telaio in plastica, ruote poco scorrevoli, puntali non regolabili.
I settori agonistici in cui si usano questi pattini sono il pattinaggio artistico a rotelle, l'hockey su pista, il roller derby. Il pattinaggio corsa ha utilizzato i pattini tradizionali sin dagli anni 1990, passando poi a quelli in linea che si dimostrarono più veloci.
I pattini in linea hanno di norma quattro o tre ruote fissate su una semplice struttura (telaio) di metallo o di plastica ancorata alla scarpa. Le ruote sono sottili, stondate, e con diametro assai variabile in relazione alla lunghezza della scarpa e all'uso previsto. Non vi sono sterzi per cui gli aggiustamenti di direzione e il mantenimento dell'equilibrio si attuano grazie unicamente alla flessibilità laterale delle ruote e alla loro progressiva azione derapante. In ogni ruota sono inseriti due cuscinetti a sfere che danno scorrevolezza. Può essere incluso un freno posteriore, assente nei modelli specialistici, mentre i pattini in linea da artistico hanno due puntali anteriori per salti e trottole.
I modelli ricreativi hanno qualità e costi assai variabili, privilegiando spesso la comodità della scarpa a discapito della bontà di ruote, cuscinetti e telaio.
I settori agonistici che usano questi pattini sono: il pattinaggio artistico inline, l'hockey in-line, il pattinaggio corsa e tutte le altre recenti specialità più sopra elencate.